# 2,2,3-Trimetilbutano
2,2,3-Trimetilbutano é um isômero ramificado do heptano. Ele é o isômero de maior octanagem (RON 112.1, MON 101.1).